# Kazimierz Trampisz
Kazimierz Trampisz (Ivano-Frankivsk, 10 de enero de 1929 - Bytom, 12 de agosto de 2014) fue un entrenador y jugador de fútbol que jugaba en la demarcación de delantero.

## Biografía
Debutó en 1944 con el Łokomotyw Stanisławów, y tras un año se fue traspasado al Polonia Bytom. Después de una temporada, Trampisz jugó en el Hejnał Kęty para volver al año siguiente al Polonia Bytom. En su segunda etapa en el club, permaneció un total de quince años, ganando la Ekstraklasa en 1954 y en 1962. Finalmente se fue al Stal Rzeszów para finalizar su carrera como futbolista en 1964. El año de su retiro, el club que le vio colgar las botas le fichó como entrenador del primer equipo para las cinco temporadas siguientes. También entrenó al Polonia Bytom y al GKS Jastrzębie en dos ocasiones, dirigiendo su último partido en 1982.
Falleció el 12 de agosto de 2014 en Bytom a los 85 años de edad.

## Selección nacional
Jugó un total de once partidos para la selección de fútbol de Polonia. Además participó en los Juegos Olímpicos de 1952, marcando un gol a Selección de fútbol de Francia.

## Clubes

### Como futbolista
| Club                  | País     | Año         |
| --------------------- | -------- | ----------- |
| Łokomotyw Stanisławów | Alemania | 1944 - 1945 |
| Polonia Bytom         | Polonia  | 1945 - 1946 |
| Hejnał Kęty           | Polonia  | 1946 - 1947 |
| Polonia Bytom         | Polonia  | 1947 - 1962 |
| Stal Rzeszów          | Polonia  | 1963 - 1964 |

### Como entrenador
| Club           | País    | Año         |
| -------------- | ------- | ----------- |
| Stal Rzeszów   | Polonia | 1964 - 1969 |
| Polonia Bytom  | Polonia | ¿? - ¿?     |
| GKS Jastrzębie | Polonia | 1977        |
| GKS Jastrzębie | Polonia | 1980 - 1982 |

## Palmarés

### Campeonatos nacionales
| Título      | Club          | País    | Año  |
| ----------- | ------------- | ------- | ---- |
| Ekstraklasa | Polonia Bytom | Polonia | 1954 |
| Ekstraklasa | Polonia Bytom | Polonia | 1962 |